# 長田鉱泉場
長田鉱泉場（ながたこうせんじょう）は新船小屋温泉（福岡県みやま市瀬高町）内にある温泉水を得ることが出来る施設。泉質は含鉄泉鉱泉（冷泉）。有料だが、水質はそれなりによく、地元の人や愛好家に飲料用としても用いられている。筑後市側の船小屋温泉にある同様の施設は無料だが、こちらより水質が劣る。

## 泉質
- 含鉄炭酸泉

飲泉時、胃腸に対する効能がある。

## 利用料金・時間
- 20円と100円のコインタイマー式の蛇口がある。20円のものは5Lほど[1]の水が出る。容器は近隣の商店において販売しているが、持参して構わない。
  - これとは別に試飲専用の無料の蛇口がある。
- 営業時間は午前7時から午後7時まで。

## 鉱泉の用途
- 飲料用として

炭酸泉のため、焼酎やカルピスなどを割る水として使うと美味い。

## 交通アクセス
- JR九州鹿児島本線瀬高駅よりみやま市コミュニティバス高田・瀬高線に乗車し「新船小屋」下車、徒歩1分（120m）
- JR九州鹿児島本線筑後船小屋駅よりタクシーで7分（3.1㎞）
- マイカーの場合、九州自動車道みやま柳川インターチェンジから4.1㎞。
- 駐車場あり